# カールトン・コール
カールトン・マイケル・ジョージ・コール・オキリー（Carlton Michael George Cole Okirie, 1983年11月12日 - ）は、イングランド・サリー・クロイドン出身の元サッカー選手。元イングランド代表。現役時代のポジションはセンターフォワード。
2001年にチェルシーFCでキャリアを開始したコールは、2006年にウェストハム・ユナイテッドFCへ移籍する前に期限付き移籍でウルヴァーハンプトン・ワンダラーズFC、チャールトン・アスレティックFC、アストン・ヴィラFCに在籍した。イングランド代表としては、U-21代表で19試合6得点を記録した後、2009年2月11日にスペインとの親善試合でイングランドA代表デビューを果たした。

## 経歴

### クラブ

#### チェルシー
2001-02
ナイジェリア人の父とシエラレオネ人の母の下でロンドンのクロイドンに生まれたコールは、チェルシーFCの下部組織でキャリアを始め、2002年4月にエヴァートンFC戦（3-0）でジミー・フロイド・ハッセルバインクに代わってプロデビューを飾り、それから3週間後にリヴァーサイド・スタジアムでのウェストハム・ユナイテッドFC戦で初先発・初得点を記録した。同シーズンは、2002年5月のアストン・ヴィラFC戦（1-3）でもう1度出場している。
2002-03
2002-03は、1軍入りを果たすとチャールトン・アスレティックFCとの開幕戦（3-2）でジャンフランコ・ゾラに代わって途中出場から初得点を挙げた。8月に足を疲労骨折したことで一時離脱となるも、11月にリーグカップのジリンガムFC戦で復帰して2得点を挙げる活躍を見せ、試合後にクラウディオ・ラニエリ監督から「私はカールトンのような若手を指導したことがない。」「デビューして間もないにもかかわらず素晴らしい。彼はクラブと長期契約を結んでおり、それがチェルシーにとって大きな未来となるだろう」と、これまで指導した中で最高の若手として絶賛された。しかし、FW陣にはエイドゥル・グジョンセン、ハッセルバインク、ゾラといった選手たちがいたことで出場機会が限られていたため、2002年11月にウルヴァーハンプトン・ワンダラーズFCへ1ヶ月貸し出され、後に期限付き移籍を2ヶ月延長された。
ウルヴァーハンプトン・ワンダラーズでは、7試合に出場してノリッジ・シティFC戦での1得点のみだったが、2003年1月にチェルシー側から必要とされたため、予定より早くにレンタル期間を終了してチームへ復帰することが決定。同シーズンのチェルシーでは、期限付き移籍前の4試合を含めてリーグ戦に13試合とカップ戦に出場し、4月5日のサンダーランドAFC戦で左足での長距離シュートと、12日のボルトン・ワンダラーズFC戦でチームをUEFAチャンピオンズリーグ 2003-04の舞台へ導いた決勝点を含めて公式戦で6得点を記録した。
2003-05
2003年夏にチェルシーと契約を新たに6年延長させた一方でアドリアン・ムトゥ、グジョンセン、ハッセルバインク、ミカエル・フォルセルと定位置を争うこととなり、最終的に2003年8月に同2003-04シーズン終了までチャールトン・アスレティックFCへ貸し出されることが決定した。チャールトンでは公式戦で22試6得点を記録してシーズンを7位で終了させることに貢献した。その活躍からチャールトン側からは、続く2004-05シーズンもチームの戦力として残留を望まれていたものの、2004年7月にアストン・ヴィラFCで2004-05シーズンを過ごすことが決定となった。チャールトンとしては、スコット・パーカーをチェルシーへ移籍させた取り引きの一環としてコールが再度チームに貸し出されることを期待していたものだったため、この動きは論争を巻き起こりはしたが、後に両クラブは和解したことで論争は終了した。
アストン・ヴィラでのコールは、2004年8月のサウサンプトンFC戦（3-0）での初得点を含めて公式戦で30試合3得点を記録。ダリウス・ヴァッセルが10月に負傷したのを契機に出場機会を増やして経験を積んでいたものの、2005年2月にU-21イングランド代表に招集中にU-21オランダ戦で膝を負傷したことでシーズン途中での離脱となった。
2005-06
2005年夏にジョゼ・モウリーニョ政権下のチェルシーに復帰し、シーズン前の親善試合に出場した。しかし、ディディエ・ドログバとエルナン・クレスポの存在から1軍での出場機会は限られており、2005-06シーズンは、公式戦12試合とFAカップのハダースフィールド・タウンFC戦での1得点のみにとどまった。2006年7月にウェストハム・ユナイテッドFCへ完全移籍したことにより、チェルシーでのコールは公式戦31試合8得点となっている。

#### ウェストハム
2006-07

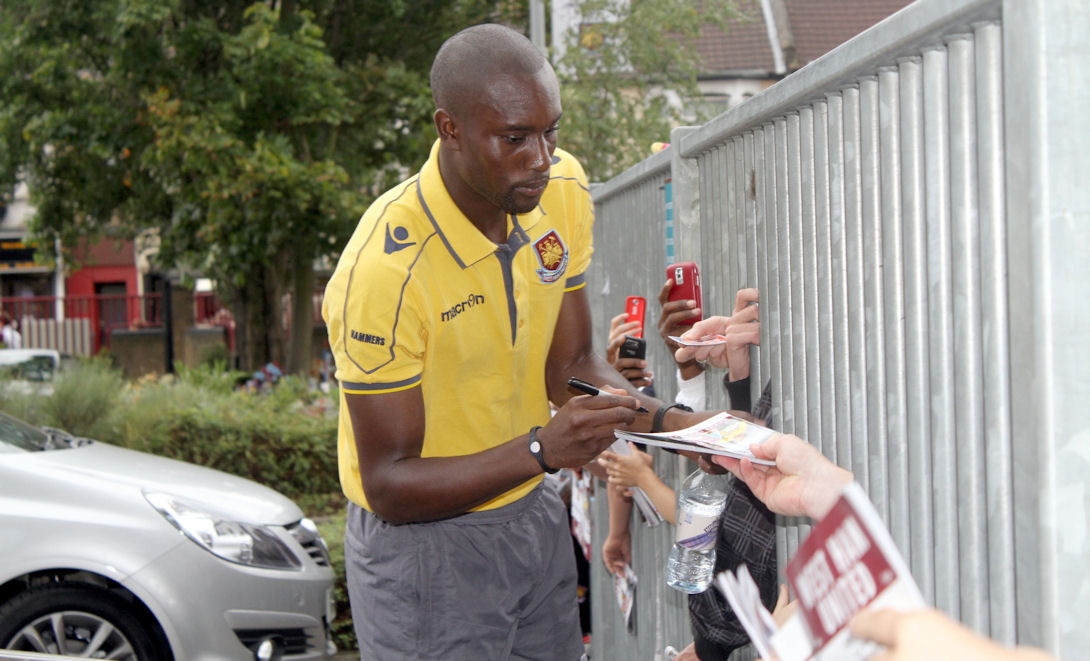
アップトン・パークでサインするコール

2006年7月に移籍金非公開でウェストハム・ユナイテッドFCと4年契約を締結すると、8月のチャールトン・アスレティックFC戦（3-1）でロスタイムに途中出場してから僅か数秒で得点を挙げる衝撃的な初出場を飾った。しかし、同シーズンのチームは最終日までプレミアリーグへの残留争いを繰り広げる厳しい状態にあり、その中にあってコールは公式戦23試合3得点こそ記録したが、内15試合が途中出場と1軍でなかなか地位を確立出来ずに終わった。
2007-08
2007-08シーズンは、エースのディーン・アシュトンが負傷による不在という困難な時期にチームの期待に応え、公式戦6得点9アシストを挙げる重要な役割を果たしてシーズンを終了した。
2008-09
この2008-09シーズンは、最初の8試合で4得点を挙げる良い形でスタートを切る一方、10月26日にアップトン・パークでのアーセナルFC戦でアレクサンドル・ソングに対してのファールにより、ウェストハム移籍後初の退場処分となった場面も見られたが、最終的に公式戦12得点4アシストを記録し、ついに一皮むけることとなった。その結果、シーズン中の2008年11月にクラブと新たに5年契約を締結し、さらに、2009年にはイングランド代表のファビオ・カペッロ監督の下でスペインとの親善試合でA代表初出場を飾った。
2009-10
2009-10シーズンも昨季に引き続き良い活躍を見せていくことになり、シーズン中の1月に移籍金2000万ポンドでマンチェスター・ユナイテッドFCが興味を示しているとの噂が出る程だった。最初の10試合で6得点後に膝を負傷したことで11月28日から2月26日の間に出場が出来ない時期があったものの、リーグ戦出場30試合中26試合に先発し、11月28日のバーンリーFC戦（5-3）で1PKを含めて10得点を記録した。リーグカップでは2回戦のミルウォールFC戦を含めて2試合出場。また、同シーズンは警告を4度受けた。
2010-11
昨季での活躍から2010年8月に1500万ポンド＋インセンティブ500万ポンドの計2000万ポンドの移籍金でリヴァプールFCが興味を示していると報告された。2010-11シーズンは、12月26日にアウェイクレイヴン・コテージでのフラムFC戦（3-1）で自身初の1試合2得点を挙げると、11月30日にフットボールリーグカップ準々決勝マンチェスター・ユナイテッド戦（4-0）で再度2得点を挙げた。その後、2011年2月12日にザ・ホーソンズでのウェスト・ブロムウィッチ・アルビオンFC戦（3-3）で得点を挙げ、2月27日にアップトン・パークでのリヴァプールFC戦（3-1）では途中出場から僅か2分足らずで決勝点を挙げている。2011年3月のイングランド代表とガーナ代表との親善試合に対し、コールはTwitterに「移民たちがウェンブリーを包囲している！」「それは罠だ！そこから安全に脱出する唯一の方法は、イングランド代表のジャージを着て顔にセントジョージの旗をペイントすることだ！」と呟いたことでイングランドサッカー協会から2万ポンドの罰金を科せられた。その後、Twitter上で自身の不適切な発言を認めて謝罪した。
2011-12
トルコ1部のガラタサライとプレミアリーグのストーク・シティFCからのオファーがあったものの、クラブをトップリーグへ昇格させる戦いのために残留することを決意したコールは、2部での2011-12シーズン開幕戦のカーディフ・シティFC戦と次のドンカスター・ローヴァーズFC戦で共に先発落ちをし、フレデリック・ピキオンヌに代わって75分と62分に途中出場するも得点を挙げられず、あまり良いスタートを切れなかった。しかし、次の4試合で立て続けに先発出場すると毎試合得点を挙げて4得点を挙げて4得点を記録し、9月10日のポーツマスFC戦（4-3）では、76分にマシュー・テイラーのクロスが上隅へ逸れる前に追いついて得点を挙げ、打ち合いを制することに一役買った。2011年11月19日にアウェイでのコヴェントリー・シティFC戦（2-1）でクラブのリーグアウェイ戦通算2000得点目を挙げる。12月26日のバーミンガム・シティFC戦（1-1）で移籍後通算50得点目を記録した。2012年5月19日にブラックプールFCとの昇格プレーオフ決勝戦（2-1）という重要な試合で今季15得点目となる先制点を挙げ、1季でのプレミアリーグ復帰に貢献した。
ウェンブリーでの同試合後にコールがクラブへの忠誠心から、降格した同シーズンの開幕前にクラブに留まることが出来るようにするため、自身の給料を50％カットしていたことが判明した。
2012-13
プレミアリーグに復帰した2012-13シーズンは、なかなか得点を挙げられない状況が続く中、2012年12月1日のチェルシー戦（3-1）でブラニスラヴ・イヴァノヴィッチに競り勝ち頭から初得点にして先制点を挙げ、さらにモハメド・ディアメの追加点をアシストして古巣相手に際立った活躍を見せた。シーズン2得点目となった12月22日のエヴァートン戦で再び先制点こそ挙げるも、レイトン・ベインズへのファールで1発退場となった。なお、同試合のレッドカードはチームの上訴により取り消されている。その後のシーズン残りは、途中出場やアンディ・キャロルの存在から出番がない時があった。そのキャロルの完全移籍が決定した影響もあり、2013年5月22日に同シーズン終了に伴って7季過ごしたチームを退団することが決定した。
2013-14
2013-14シーズン開幕前の移籍市場でウェストハムが相次いで前線の補強に失敗したことで2013年9月3日にコールがチームに復帰間近と報じられた。この時はフィットネスの懸念から契約は立ち消えとなったが、フィットネスを取り戻すためにクラブで訓練をし、2013年10月14日に2014年1月までの短期契約を締結することに成功した。チームと再契約後は主に途中出場で起用され、出場4試合目となった2013年11月30日のフラム戦（3-0）で81分にモディボ・マイガに代わって出場してから僅か1分後に初得点を挙げた。

#### セルティックＦＣ
2015-2016
年末の移籍市場で、スコットランド・プレミアリーグのセルティックFCへの完全移籍が発表された。契約は2017年の夏までの2年半。デビュー戦のインヴァネス戦は自身がゴールに絡む試合となったものの、その後は急速に力を失い無得点と4試合出場のみに終わった。シーズン終了後、クラブを退団することが発表された。

#### プルシブ・バンドン
2017年5月30日、インドネシア・スーパーリーグのプルシブ・バンドンに10か月の契約で加入したが、8月4日に退団した。
2018年3月29日、現役引退を発表した。

### 代表
イングランドの世代別代表としてU-19で5試合、U-20で2試合、U-21で19試合6得点を記録した。父親がナイジェリア人であることからナイジェリア代表のクリスティアン・チュク（en）監督から公に感心を寄せられたものの応じることはなかった。その後、クラブでの活躍と負傷したエミール・ヘスキーの代役として2009年2月9日にイングランドA代表に招集され、2月11日のスペインとの親善試合で初出場を飾る。試合は、デヴィッド・ベッカムのパスに追いつきGKを躱してシュートを放つも、ディフェンダーにぎりぎりでクリアされてしまい、得点まであと一歩だった。同試合から2010年3月30日のエジプト戦まで7試合に出場するも無得点に終わっている。

## 個人成績

### クラブでの出場記録
| クラブ成績   | クラブ成績              | クラブ成績         | リーグ | リーグ | カップ   | カップ   | リーグ杯 | リーグ杯 | 国際大会   | 国際大会   | 通算 | 通算 |
| シーズン     | クラブ                  | リーグ             | 出場   | 得点   | 出場     | 得点     | 出場     | 得点     | 出場       | 得点       | 出場 | 得点 |
| イングランド | イングランド            | イングランド       | リーグ | リーグ | FAカップ | FAカップ | FLカップ | FLカップ | ヨーロッパ | ヨーロッパ | 通算 | 通算 |
| ------------ | ----------------------- | ------------------ | ------ | ------ | -------- | -------- | -------- | -------- | ---------- | ---------- | ---- | ---- |
| 2001-02      | チェルシー              | プレミアリーグ     | 3      | 1      | 0        | 0        | 0        | 0        | 0          | 0          | 3    | 1    |
| 2002-03      | チェルシー              | プレミアリーグ     | 13     | 3      | 2        | 1        | 1        | 2        | 0          | 0          | 16   | 6    |
| 2002-03      | ウルヴス (loan)         | チャンピオンシップ | 7      | 1      | 0        | 0        | 0        | 0        | 0          | 0          | 7    | 1    |
| 2003-04      | チャールトン (loan)     | プレミアリーグ     | 21     | 4      | 1        | 1        | 0        | 0        | 0          | 0          | 22   | 5    |
| 2004-05      | アストン・ヴィラ (loan) | プレミアリーグ     | 27     | 3      | 1        | 0        | 2        | 0        | 0          | 0          | 30   | 3    |
| 2005-06      | チェルシー              | プレミアリーグ     | 9      | 0      | 2        | 1        | 2        | 0        | 2          | 0          | 15   | 1    |
| 2006-07      | ウェストハム            | プレミアリーグ     | 17     | 2      | 2        | 1        | 0        | 0        | 2          | 0          | 21   | 3    |
| 2007-08      | ウェストハム            | プレミアリーグ     | 31     | 4      | 2        | 0        | 4        | 2        | 0          | 0          | 37   | 6    |
| 2008-09      | ウェストハム            | プレミアリーグ     | 27     | 10     | 4        | 1        | 1        | 1        | 0          | 0          | 32   | 12   |
| 2009-10      | ウェストハム            | プレミアリーグ     | 30     | 10     | 0        | 0        | 2        | 0        | 0          | 0          | 32   | 10   |
| 2010-11      | ウェストハム            | プレミアリーグ     | 35     | 5      | 2        | 2        | 6        | 4        | 0          | 0          | 43   | 11   |
| 2011-12      | ウェストハム            | チャンピオンシップ | 43     | 15     | 0        | 0        | 0        | 0        | 0          | 0          | 43   | 15   |
| 2012-13      | ウェストハム            | プレミアリーグ     | 27     | 2      | 2        | 0        | 0        | 0        | 0          | 0          | 29   | 2    |
| 2013-14      | ウェストハム            | プレミアリーグ     | 9      | 3      | 0        | 0        | 0        | 0        | 0          | 0          | 9    | 3    |
| 総通算       | 総通算                  | 総通算             | 297    | 62     | 18       | 7        | 16       | 9        | 3          | 0          | 334  | 78   |